# Anonymus
Cet article possède des paronymes, voir Anonymous.
Anonymus est un groupe de thrash metal canadien, originaire de Montréal, au Québec. Il est formé en 1989. En plus d'être connus pour leur propre corpus, ils le sont aussi notamment pour leur collaboration aux albums L'Académie du massacre, Musique barbare et Métal canadien-français avec l'auteur-compositeur satirique Mononc' Serge. Le groupe chante en français, espagnol, anglais, et italien.

## Histoire
Anonymus se forme le 29 janvier 1989 à Montréal, au Québec. Après une démo en 1992, le groupe publie son premier album en octobre 1994, Ni vu, ni connu. Le quatuor reçoit, en 1996, le MiMi du meilleur groupe metal/rock. La parution de son second album studio, Stress, en 1997, marque la signature du groupe sur l'étiquette Disques MPV.  Anonymus joue au Spectrum de Montréal à guichet fermé, tourne avec des noms plus connus tels Biohazard et Anthrax, ainsi qu'au Mexique et est présent au Milwaukee Metal Fest. Le groupe confie à Colin Richardson (Machine Head, Fear Factory, Carcass, Napalm Death) la réalisation de l'album Instinct . Le groupe poursuit avec une tournée en France, aux côtés de Watcha et Out. 
Anonymus lance, en 2002, l'album Daemonium. Le quatuor voit son album consacré le meilleur disque métal de l'année par de nombreuses stations de radios. Ensuite paraît l'album L'Académie du Massacre, qui combine les efforts d'Anonymus et de Mononc' Serge. L'album est vendu à 15 000 exemplaires et le duo tourne pendant 18 mois. L'Académie du Massacre représente alors le plus grand succès indépendant de l'industrie musicale québécoise. Un DVD live se vend à plus de 2 000 exemplaires.
En octobre 2006, Anonymus publie Chapter Chaos Begins sur le label Galy Records. L'album est réalisé par Jean-François Dagenais (Kataklysm, Misery Index) et masterisé par Peter In de Betou (Meshuggah, Dimmu Borgir). En mars 2008, le groupe effectue une tournée canadienne, puis en juin 2008, Anonymus participe à la 4e édition du Amnesia Rockfest de Montebello. En 2008, 2009 et 2010, Anonymus participe aux Francofolies de Montréal.
En 2011, Anonymus fait quelques dates en France avec le groupe de death metal français Loudblast, ceux-ci les rejoindront en décembre pour à leur tour une mini tournée au Québec. Ils reviennent aux Francofolies de Montréal en 2014.
En 2023, Anonymus renoue avec Mononc' Serge pour fêter les 20 ans de l'Académie du massacre en présentant de nombreux concerts à travers le Québec. Ils publient ensemble un nouvel album l'année suivante, Métal canadien-français.

## Membres

### Membres actuels
- Carlos Araya - batterie
- Daniel Souto - guitare
- Oscar Souto - guitare basse, voix
- Jef Fortin - guitare

### Ancien membre
- Marco Calliari - guitare, voix

## Discographie

### Albums studio
- 1994 : Ni vu, ni connu (réédité en 1996)
- 1997 : Stress
- 1999 : Instinct
- 2002 : Daemonium
- 2003 : L'Académie du massacre (avec Mononc' Serge)
- 2006 : Chapter Chaos Begins
- 2008 : Musique barbare (avec Mononc' Serge)
- 2011 : État Brute
- 2015 : Envers et contre tous
- 2019 : Sacrifices
- 2020 : La Bestia
- 2024 : Métal canadien-français (avec Mononc' Serge)

### Albums live
- 1996 : Crash Live (avec Overbass)

### Démos
- 1992 : The Dreams that Life
- 1993 : Demo

## DVD
- La Pâques Satanique de Mononc' Serge et Anonymus (2005, avec Mononc' Serge)
- Mononc' Serge et Anonymus, Final Bâton (2011, avec Mononc' Serge)